# Karl-Hans Riehm
Karl-Hans Riehm (Alemania, 31 de mayo de 1951) es un atleta alemán retirado, especializado en la prueba de lanzamiento de martillo en la que, compitiendo con la República Federal Alemana, llegó a ser subcampeón olímpico en 1984.

## Carrera deportiva
En los JJ. OO. de Los Ángeles 1984 ganó la medalla de plata en el lanzamiento de martillo, llegando hasta los 77.98 metros, tras el finlandés Juha Tiainen y por delante de su compatriota Klaus Ploghaus.